# Доброслав Ћулафић
Доброслав Ћулафић — Торо (Андријевица, 17. јануар 1926 — Подгорица, 3. јун 2011) био је учесник Народноослободилачке борбе и друштвено-политички радник СФР Југославије и СР Црне Горе. У периоду од 1984. до 1989. године обављао је дужност Савезног секретара за унутрашње послове СФРЈ.

## Биографија
Доброслав Ћулафић рођен је 17. јануара 1926. године у Андријевици. Завршио је Правни факултет и Вишу партијску школу „Ђуро Ђаковић“ у Београду.
Учесник Народноослободилачке борбе је од 1943. године. Члан Комунистичке партије Југославије (КПЈ) постао је 1944. године.
Обављао је многе одговорне друштвено-политичке и партијске функције у СР Црној Гори и СФР Југославији:
- члан Универзитетског комитета СК Београдског универзитета,
- председник Централног комитета Народне омладине Црне Горе,
- секретар Општинског комитета СК Иванград,
- секретар Извршног комитета Централног комитета СК Црне Горе,
- главни и одговорни уредник часописа „Пракса“ од 1967. до 1973. године,
- председник Републичке конференције Социјалистичког савеза радног народа Црне Горе,
- члан Председништва СФР Југославије од 1971. до 1974. године,
- потпредседник Савезног извршног већа од 1974. до 1978. године,
- члан Савета народне одбране Председништва СФР Југославије,
- председник Савезног већа Скупштине СФР Југославије од маја 1978. до октобра 1979. године,
- члан Савезног комитета ССРНЈ од 1978, а Председништва ССРНЈ од 1980. године,
- секретар Председништва Централног комитета СКЈ од 28. јуна 1981. године,
- председник Председништва ЦК СК Црне Горе од 1. јула 1982. до маја 1984. године,
- Савезни секретар за унутрашње послове СФРЈ од 15. маја 1984. до 16. маја 1989. године.[1]

На Трећем, Четвртом и Петом конгресу СК Црне Горе биран је за члана Централног комитета и Извршног комитета ЦК СК Црне Горе. На Осмом конгресу СКЈ биран је за члана Централног комитета СКЈ, а на Другој седници ЦК СКЈ, 25. фебруара 1975. године, и за члана Председништва ЦК СКЈ.
Умро је 3. јуна 2011. године у Подгорици, где је и сахрањен.